# John Hartford
John Hartford, (New York, 1937. december 30. – Nashville, 2001. június 4.). Amerikai folk-, country- és bluegrass dalszerző és énekes volt. Hegedű- és bendzsójáték mesterfokú tudásától, szellemes dalszövegeiről, egyedi énekstílusáról és a Mississippi folyó történetének alapos ismeretéről is híres volt. Legsikeresebb dala a „Gentle on My Mind”, amely három Grammy-díjat nyert, és bekerült a „BMI 100 legjobb dala az évszázadban” listájára. Kitalált magának valamiféle shuffle tap („csúszkákó”) táncmozdulatot is, és egy rétegeltlemez-darabon énekelt és táncolt.

## Pályafutása
A St. Louisban felnőtt Hartford már fiatalon bendzsón játszott helyi bluegrass együttesekben, és két albumot is felvett „Dillard-Hartford-Dillard” (1977, 1980) címmel.
Iskolái és katonai szolgálata után rádiós DJ-ként dolgozott. 1965-ben elkezdtett saját dalaokat írni. Nashville-be költözött, egy esti műsort vezetett. Megpróbálta nappal eladni a dalait, és 1966-ban lemezszerződést kapott az RCA Records-tól.
Első albuma, a „John Hartford looks at Life” 1967 januárjában jelent meg, majd júliusban az „Earthwords and Music.” nagy kereskedelmi sikert ért el a „Gentle On My Mind” című dallal, amely a Billboard country listáján a 60. helyet érte el. Egy „Glen Campbell” feldolgozása nemcsak sláger lett, hanem egy hasonlóan sikeres LP címadó dala is, és 1968-ban két Grammy-díjat hozott a Hartfordnak.
Nashville-i stúdiózenészként végzett munkája és a The Byrds közreműködése a „Sweetheart of the Rodeo” című album (1968) a „progresszív” country-nak és bluegrass mozgalomnak korán részévé vált, mert elektromos hangszerekkel kezdték gazdagítani a hagyományos formát.
A „Gentle on My Mind” bevétele lehetővé tette számára, hogy 1972-ben beteljesítse gyermekkori álmát, hogy kormányos legyen egy Mississippit járó lapátkerekes gőzhajón. A „Gentle on My Mind” bevétele lehetővé tette számára, hogy 1972-ben beteljesítse gyermekkori álmát, hogy kormányos legyen egy Mississippit járó lapátkerekes gőzhajón.
1977-ben, visszatérve a zeneiparba, elnyerte harmadik Grammy-díját „Mark Twang” című albumával.
Hartford több mint negyed évszázadon át dolgozott a hagyományos zene őrzésén, és röviddel rákban bekövetkezett korai halála előtt nevet szerzett magának az O Brother, Where Art Thou? című játékfilm zenével.

## Diszkográfia
- 1967: Looks at Life
- 1967: Earthwords & Music
- 1968: The Love Album
- 1968: Housing Project
- 1968: Gentle On My Mind and Other Originals
- 1969: John Hartford
- 1970: Iron Mountain Depot
- 1971: Aereo-Plain
- 1972: Morning Bugle
- 1976: Nobody Knows What You Do
- 1976: Mark Twang
- 1977: All in the Name of Love
- 1978: Headin' Down Into the Mystery Below
- 1979: Slumberin' on the Cumberland
- 1981: You and Me at Home
- 1981: Catalogue
- 1984: Gum Tree Canoe
- 1986: Annual Waltz
- 1989: Down on the River
- 1991: Cadillac Rag
- 1992: Goin' Back to Dixie
- 1994: The Walls We Bounce Off Of
- 1996: No End of Love
- 1996: Wild Hog in the Red Brush
- 1998: The Speed of the Old Long Bow
- 2002: Steam Powered Aereo-Takes

## Filmek
- O Brother, Where Art Thou? (2000)

## Díjak
- 2010: International Bluegrass Music Hall of Fame(wd)

## Fordítás
- Ez a szócikk részben vagy egészben  a   John Hartford című német Wikipédia-szócikk ezen változatának fordításán alapul.  Az eredeti cikk szerkesztőit annak laptörténete sorolja fel. Ez a jelzés csupán a megfogalmazás eredetét és a szerzői jogokat jelzi, nem szolgál a cikkben szereplő információk forrásmegjelöléseként.